# So Cool
So Cool (en tailandés: โซคูล) es una banda de rock tailandesa originarios de Phitsanulok. Han publicado cinco álbumes (y un álbum especial). El grupo también ha compusto canciones de ritmos autóctonos tailandeses en país para uno de sus álbumes. En 2001, los hijos de dos familias formaban una banda de rock. El vocalista y guitarrista, Joke, es hermano mayor de March, el baterista. De la misma manera, el guitarrista Jan es el hermano mayor de James. Todos ellos vivían en Phitsanulok, además que eran vecinos.
El 19 de agosto de 2008, lanzaron su quinto álbum, con un nuevo vocalista llamado Golf. Sin embargo, Joke, todavía interpreta algunas canciones de su grupo en solitario.

## Álbumes
- Five  2008.08.19
- Never Die My Love  2007.07.17
- So Hitz (Special album)  2006.10.27
- Soda  2006.06.27
- So Hot  2005.08.26
- So Cool  2004.03.16

## Miembros
- Joke - vocalista y guitarrista
- Golf - vocalista
- Jan - guitarra
- James - Bajo y guitarrista
- March - Batería y guitarras